# Große Mittweida
Die Große Mittweida ist ein rechter Nebenfluss des Schwarzwassers im Erzgebirge in Sachsen. Sie entspringt am Fichtelberg und mündet bei Schwarzenberg/Erzgeb. in das Schwarzwasser. Das Mittweidatal wurde lange Zeit intensiv holzwirtschaftlich genutzt.

## Geografie

### Verlauf
Die Große Mittweida entspringt nur etwa 300 m südwestlich vom Gipfel des Fichtelberges. Nach kurzem Verlauf Richtung Westen schwenkt sie nach Norden und verläuft über eine längere Strecke parallel zur Zschopau. Nach etwa 11,6 km nimmt sie die Kleine Mittweida auf. Bereits kurz nach der Einmündung wird die Große Mittweida im Unterbecken des Pumpspeicherwerks Markersbach angestaut. Ein Großteil der früher an dieser Stelle befindlichen Siedlung Obermittweida wurde ab 1969 beim Bau des Pumpspeicherwerks rückgebaut und geflutet. Lediglich bei geringem Wasserstand sind noch einzelne Grundmauern zu erkennen.
Nach Verlassen der Talsperre fließt die Große Mittweida nach Westen. An ihren Ufern liegen die Dörfer Markersbach, Mittweida, Raschau (alle heute Ortsteile von Raschau-Markersbach), Grünstädtel und Wildenau (beides Stadtteile von Schwarzenberg/Erzgeb.). Nach Einfließen von Schwarzbach und Oswaldbach in letztgenanntem Ort mündet die Große Mittweida in das Schwarzwasser.
Der Unterlauf der Mittweida wurde bis in das 19. Jahrhundert als Teil des Pöhlwassers betrachtet. Entsprechend wurde damals davon ausgegangen, dass die Mittweida in das Pöhlwasser mündet.
2022 wurde die Wehrschwelle in Raschau zurückgebaut. Seitdem ist der Fluss für Fische wieder durchgängig.

### Zuflüsse
- Teufelsgraben (li)
- Tiefer Graben (li)
- Hirschbach (li)
- Erbisbächel (re)
- Kleine Mittweida (li)
- Roßbach (li)
- Abrahamsbach (re)
- Maibach (re)
- Frenzelbach (re)
- Pöckelbach (li)
- Naundorfbach (li)
- Pöhlwasser (li)
- Schwarzbach (re)
- Oswaldbach (re)

## Geschichte des Mittweidatals

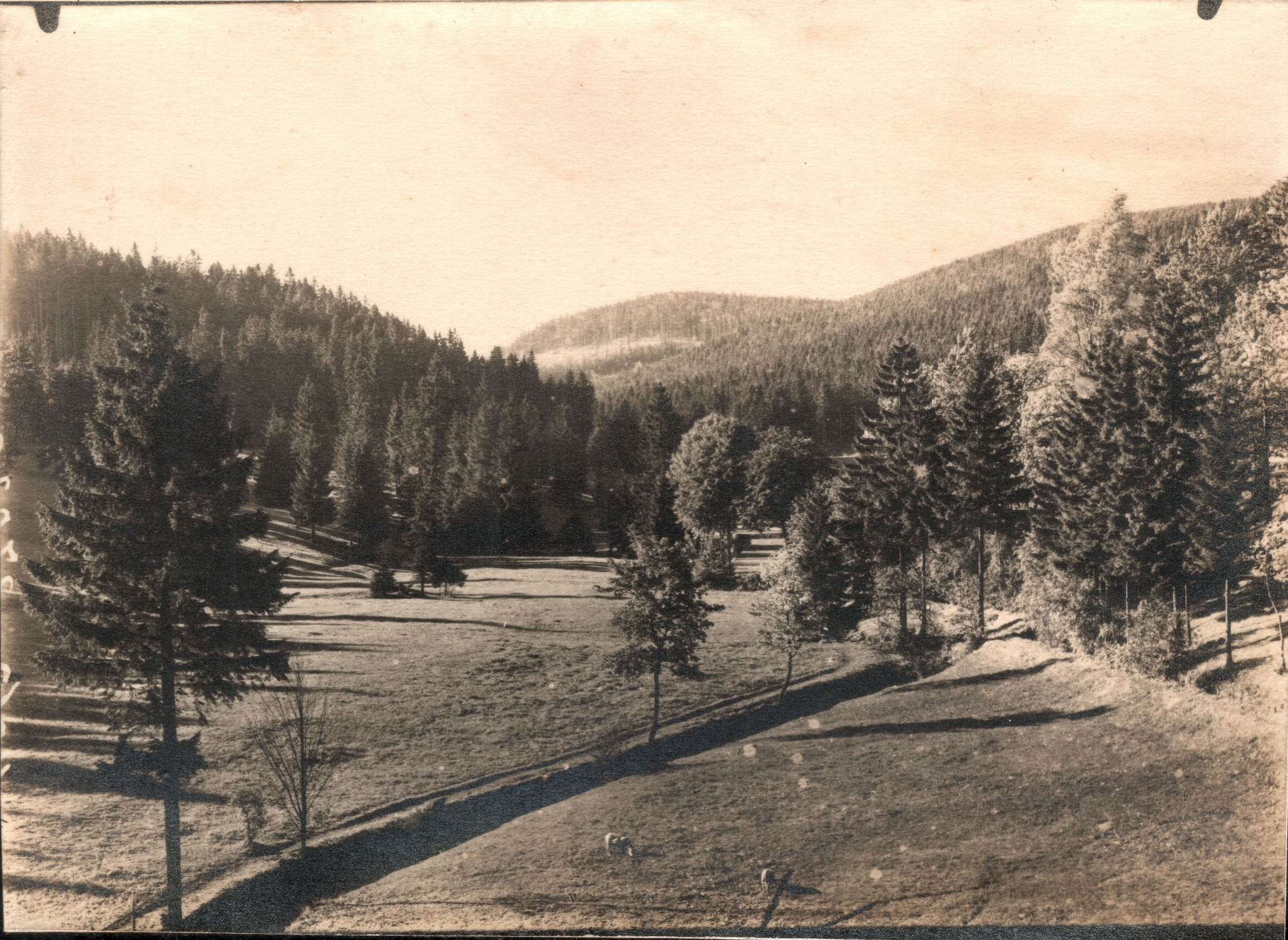
Oberes Mittweidatal, 1940

Im Mittweidatal wurde bereits in frühen Zeiten die Wasserkraft für die Holzbearbeitung intensiv genutzt. Die ersten Häuser des Tales sind die ehemalige Holzschleiferei Weber (im Volksmund Pfaarbargel genannt) und die Haifischbar (ebenfalls eine ehemalige Holzschleiferei), heute bekannt als Waldhotel Crottendorf (momentan leerstehend). Ein einzelnes Mehrfamilienhaus und ein Garagenkomplex stehen an der Stelle, wo noch bis Anfang der 1970er Jahre eine weitere Holzschleiferei und ein Wohnhaus standen. Danach folgt die mittlerweile verfallene Wolfner Mühle, die in den 1930er Jahren ihre Glanzzeit als Erholungsheim hatte und bis in die 80er Jahre als FDGB-Ferienheim genutzt wurde. Weiter talabwärts folgen die Dietrich-Mühle und noch ein einzelnes Wohnhaus, bis man auf das Unterbecken des Pumpspeicherwerkes Markersbach trifft. Auch in den weiteren Orten des Mittweidatals wurde die Wasserkraft des Flusses zum Holzschleifen genutzt.
Am 12. und 13. August 2002, den Tagen des Jahrhunderthochwassers, wurde am Einleitmesspegel des Unterbeckens eine maximale Zulaufmenge von 36 m³/s gemessen. Die Vattenfall AG, der Betreiber des Pumpspeicherwerkes, limitierte die Abgabemenge aus dem Unterbecken auf 10 m³/s. Diese Menge konnte vom Flusslauf abgeführt werden und schützte die Orte Markersbach und Raschau bis zur Einmündung des Pöhlwassers vor schweren Überschwemmungen und Schäden. Im Verlauf der Tage wurden vom Pumpspeicherwerk mehrere Millionen m³ Wasser gepuffert. Diese Leistung ist bemerkenswert, da die Stromproduktion eingestellt werden musste. Das Oberbecken wurde mit 6 Millionen m³ (Vollstau) Wasser gefüllt. Den Betreibern und allen die bei dieser Entscheidung mitgewirkt haben gehört höchster Respekt, denn sie mussten das Risiko eingehen, bei katastrophenartigen Witterungsbedingungen einen Erddamm auf 850 m HN mit dieser Wassermenge zu befüllen, um dadurch noch schwerere Zerstörungen flussabwärts zu verhindern.

## Sehenswürdigkeiten
- Unter Naturschutz stehende Wiese unweit der Wolfner Mühle
- Unterbecken des Pumpspeicherwerkes Markersbach